# Ile Vanier
Ile Vanier är en ö i Kanada.   Den ligger i territoriet Nunavut, i den norra delen av landet, 3 700 km nordväst om huvudstaden Ottawa. Ön har en yta på 1 126 km²
Terrängen på Ile Vanier är lite kuperad. Öns högsta punkt är 253 meter över havet. Den sträcker sig 31,4 kilometer i nord-sydlig riktning, och 52,4 kilometer i öst-västlig riktning.
Trakten runt Ile Vanier är permanent täckt av is och snö. Trakten runt Ile Vanier är nära nog obefolkad, med mindre än två invånare per kvadratkilometer.